# Britcom
Britcom is een naam die gegeven wordt aan een sitcom die afkomstig is uit Groot-Brittannië. De Britse sitcom verschilt met de Amerikaanse. De afleveringen duren meestal rond de 30 minuten en een seizoen bevat meestal rond de zes afleveringen, terwijl Amerikaanse sitcoms altijd meer dan 20 afleveringen per seizoen tellen. Een vaak terugkerend gegeven is dat eenzelfde grap in meerdere afleveringen terugkomt (een zogenaamde running gag) en daardoor vaak grappiger is dan dat ze éénmalig gebruikt zou worden.

## Geschiedenis
Al in 1946 lanceerde de BBC met Pinwright's Progress al een eerste sitcom. Er volgden nog verscheidene series. Een eerste groot succes dat ook in het buitenland aantrok was Dad's Army dat van 1968 tot 1977 liep.
De jaren zeventig waren een gouden tijdperk voor de Britcoms met Fawlty Towers als een van de bekendste, hoewel er maar twaalf afleveringen van gemaakt werden. Are You Being Served? liep dan weer van 1972 tot 1985. In de jaren tachtig waren Only Fools and Horses (1981-1991), The Young Ones (1982-1984), 'Allo 'Allo! (1982-1992) en Blackadder (1983-1989) succesvol.
In de jaren negentig was er onder andere Absolutely Fabulous en Schone Schijn. In 2016 maakte de BBC bekend dat Schone Schijn hun best verkochte tv-programma was en al ongeveer 1.000 keer aan andere buitenlandse zenders verkocht was.
Na de eeuwwisseling waren er nog onder andere Coupling, The Office en The IT Crowd. Het genre is de laatste jaren minder popualair, buiten dan de herhalingen van oudere series. Vaak wordt er voor nieuwe series geopteerd voor een mix tussen komedie en drama.